# Mateusz Biskup
Mateusz Biskup, né le 8 février 1994 à Gdańsk, est un rameur polonais.

## Palmarès

### Championnats du monde
- 2017 à Sarasota,  États-Unis
  -  Médaille d'or en deux de couple
- 2019 à Ottensheim,  Autriche
  -  Médaille de bronze en deux de couple

### Championnats d'Europe
- 2017 à Račice,  Tchéquie
  -  Médaille d'argent en deux de couple